# Георгі Русев
Георгі Русенов Русев (болг. Георги Русенов Русев, нар. 2 липня 1998, Софія) — болгарський футболіст, нападник швейцарського клубу «Сьйон».
Виступав, зокрема, за клуби «Септемврі» (Софія) та «ЦСКА 1948», а також національну збірну Болгарії.

## Клубна кар'єра
Народився 2 липня 1998 року в місті Софія. Розпочав свою молодіжну кар'єру в академії ДІТ (Софія), а потім перейшов до академії іспанського клубу «Ельче» у 2016 році. 27 серпня він дебютував за резервну команду в грі проти «Кастельйона». Після того, як він не зумів закріпитись у цій команді, 14 грудня 2017 року він приєднався до резервної команди «Хетафе».
5 червня 2018 року він повернувся до Болгарії та приєднався до «Септемврі» (Софія). 23 липня він дебютував за клуб у матчі проти «Вереї» (0:0). Відіграв за команду із Софії два сезони своєї ігрової кар'єри.
Влітку 2020 року уклав контракт з клубом «ЦСКА 1948», у складі якого провів наступні три з половиною роки своєї кар'єри гравця. Більшість часу, проведеного у складі софійського ЦСКА, був основним гравцем атакувальної ланки команди.
2 січня 2024 року перейшов у швейцарський «Сьйон».

## Виступи за збірні
2015 року у складі юнацької збірної Болгарії (U-17) був учасником домашнього юнацького чемпіонату Європи, а за два роки з командою до 19 років зіграв на юнацькому чемпіонаті Європи 2017 року, де забив єдиний гол болгарів на турнірі у грі проти Нідерландів (1:1). Загалом на юнацькому рівні взяв участь в 16 іграх, відзначившись 2 забитими голами.
Протягом 2017—2020 років залучався до складу молодіжної збірної Болгарії. На молодіжному рівні зіграв у 13 офіційних матчах.
23 вересня 2022 року дебютував в офіційних матчах у складі національної збірної Болгарії у грі проти Ліги націй УЄФА проти Гібралтару (5:1). Забив свій перший гол за збірну 19 листопада 2023 року в матчі відбору на Євро-2024 проти Сербії (2:2).
| Дата       | Місто         | Господарі          | Результат | Гості      | Турнір                    | Голи | Примітки |
| ---------- | ------------- | ------------------ | --------- | ---------- | ------------------------- | ---- | -------- |
| 23-9-2022  | Разград       | Болгарія           | 5 – 1     | Гібралтар  | Ліга націй УЄФА 2022-2023 | -    | 60'      |
| 26-9-2022  | Скоп'є        | Північна Македонія | 0 – 1     | Болгарія   | Ліга націй УЄФА 2022-2023 | -    | 89'      |
| 16-11-2022 | Нікосія       | Кіпр               | 0 – 2     | Болгарія   | товариський матч          | -    | 82'      |
| 20-11-2022 | Люксембург    | Люксембург         | 0 – 0     | Болгарія   | товариський матч          | -    | 90'      |
| 24-3-2023  | Разград       | Болгарія           | 0 – 1     | Чорногорія | Відбір до ЧЄ 2024         | -    | 85'      |
| 27-3-2023  | Будапешт      | Угорщина           | 3 – 0     | Болгарія   | Відбір до ЧЄ 2024         | -    | 45'      |
| 17-6-2023  | Каунас        | Литва              | 1 – 1     | Болгарія   | Відбір до ЧЄ 2024         | -    | 74' 83'  |
| 20-6-2023  | Разград       | Болгарія           | 1 – 1     | Сербія     | Відбір до ЧЄ 2024         | -    | 62' 86'  |
| 7-9-2023   | Пловдив       | Болгарія           | 0 – 1     | Іран       | товариський матч          | -    | 59'      |
| 10-9-2023  | Подгориця     | Чорногорія         | 2 – 1     | Болгарія   | Відбір до ЧЄ 2024         | -    | 46'      |
| 14-10-2023 | Софія (місто) | Болгарія           | 0 – 2     | Литва      | Відбір до ЧЄ 2024         | -    | 46'      |
| 17-10-2023 | Тирана        | Албанія            | 2 – 0     | Болгарія   | товариський матч          | -    | 46'      |
| 16-11-2023 | Софія (місто) | Болгарія           | 2 – 2     | Угорщина   | Відбір до ЧЄ 2024         | -    | 83'      |
| 19-11-2023 | Лесковац      | Сербія             | 2 – 2     | Болгарія   | Відбір до ЧЄ 2024         | 1    | 46'      |
| Усього     |               | Матчів             | 14        |            | Голів                     | 1    |          |

## Титули і досягнення
- Володар Суперкубка Болгарії (1):

«Лудогорець»: 2024
- Чемпіон Болгарії (1):

«Лудогорець»: 2024–25
- Володар Кубка Болгарії (1):

«Лудогорець»: 2024–25